# Torre de los Condes de Bureta
La torre de los Condes de Bureta se encuentra en la localidad zaragozana de Pleitas.

## Historia
En el siglo XIII Pleitas fue lugar de señorío de Ximeno de Arenoso. En 1266 su viuda, doña Elpha Pérez,donó la villa y su castillo a la Orden de San Juan de Jerusalén. Esta donación no estuvo exenta de polémica,ya que en 1272 el Justicia de Aragón sentenció sobre el reconocimiento de los derechos de la Orden de San Juan, en relación con las discrepancias surgidas con García Ortiz de Azara, produciéndose la entrega del castillo y villa de Pleitas al Comendador de Zaragoza poco tiempo después, concretamente en 1274. Desde este momento la villa de Pleitas estuvo vinculada a la Orden de San Juan de Jerusalén, con lazos de dependencia señorial, durante más de quinientos años.
Esta torre es uno de los pocos ejemplos conservados de arquitectura militar mudéjar en Aragón. En este lugar existía previamente otra fortificación que fue propiedad de la Orden de San Juan del Hospital desde 1266. En el siglo XV, pasó a formar parte de las posesiones de la familia Fernández de Heredia, a la sazón, Condes de Bureta.

## Descripción
En la actualizad la torre se encuentra adosada a viviendas, sobresaliendo por encima de ellas. Se puede datar su construcción entre los años 1350-1360. Es una torre de grandes dimensiones de planta rectangular que llegó a tener cuatro plantas, de las que sólo se han conservado las dos inferiores y el arranque de la tercera. La planta baja está construida con sillería de piedra de yeso y estaría destinada a almacén y bodega y sobre ella se construyeron las tres plantas superiores, realizadas en ladrillo con gruesos muros cubiertas con techos planos apoyados sobre arcos diafragma apuntados. La entrada se sitúa en el lado sur a través de un arco apuntado que da paso directamente a la planta noble, en la que se conserva una ventana con arco apuntado, situada en el lado este. La torre estaría cerrada con tejado a doble vertiente en los lados largos y a piñón sobre los cortos. Se encuentra en un estado de conservación lamentable lo que hace que esté incluido en la Lista roja de patrimonio en peligro (España).